# بونغاني سام
بونغاني سام (بالإنجليزية: Bongani Sam)‏ هو لاعب كرة قدم جنوب أفريقي في مركز الدفاع، ولد في 30 يوليو 1997 في جنوب أفريقيا. شارك مع منتخب جنوب أفريقيا لكرة القدم.

## وصلات خارجية
- بونغاني سام على موقع قاعدة بيانات كرة القدم.إي يو (الإنجليزية)
- بونغاني سام على موقع Soccerway.com (الإنجليزية)